# Massimiano di Cartagine
Massimiano (in latino Maximianus; fl. 391–393) fu un vescovo di Cartagine, sostenitore della posizione donatista, che operò una scissione minoritaria all'interno della comunità donatista nordafricana.

## Biografia
Massimiano era parente di Donato Magno e fu uno dei tanti scomunicati nel 391 dal vescovo Primiano di Cartagine; Primiano era un grande oratore e pensatore, ma privo di tatto, e nel giro di un anno si era alienato gran parte della Chiesa. Nel 393 un concilio di oltre 100 vescovi donatisti elesse Massimiano per sostituire Primiano come vescovo di Cartagine. Primiano tenne un concilio rivale a Bagai nell'aprile del 394 e scomunicò Massimiano. Primiano, un ex avvocato, utilizzò anche i tribunali civili per reclamare gli edifici ecclesiastici occupati dai sostenitori di Massimiano.
Lo scisma che si sviluppò attorno a Massimiano fu la più grande scissione all'interno del movimento donatista. Massimiano era fautore di un approccio meno conflittuale e cercò di riformare il movimento. Tuttavia, attirò un numero limitato di adepti.
I Donatisti cercarono di deporre Salvio, il vescovo massimianista di Membresa, in favore del primianista Restituto. Molto rispettato dagli abitanti di Membresa, il suo popolo gli costruì una nuova chiesa e in questa piccola città coesistevano tre vescovi, uno massimianista, uno primianista e uno cattolico.
Massimiano fu spesso citato da Agostino nella sua critica ai Donatisti.